# 법조윤리협의회
법조윤리협의회(法曺倫理協議會)는 법조윤리 전반에 대한 상시적 감시와 분석을 통하여 법조에 대한 신뢰를 구축하기 위하여 설립된 기관이다. 위원 9인으로 구성되는 협의회는 위원장과 위원의 임기는 2년으로 하되, 연임할 수 있으며 위원장은 대한변호사협회의 장이 지명하거나 위촉하는 위원 중에서 재적위원 과반수의 동의로 선출한다. 서울특별시 서초구 서초대로 45길 (서초동) 20 변호사교육문화관 502호에 위치하고 있다.

## 설립 근거
- 변호사법[5]

## 연혁
- 2004년 12월 31일 사법개혁위원회 : 법조윤리의 확립을 위한 법조윤리위원회의 설립건의
- 2005년 9월 27일 사법제도개혁추친위원회 : 법조윤리협의회 도입 의결
- 2006년 3월 29일 변호사법일부개정법률안(정부발의) 국회제출
- 2006년 12월 22일 국회 변호사법일부개정법률안 가결 (국회 법제사법위원회 위원장 대안)
- 2007년 1월 26일 변호사법 공포 (법률 제8271호) (공직퇴임 및 특정변호사 수임자료 심사)
- 2007년 5월 14일 제1차 법조윤리위원회 구성준비단 회의 개최
- 2007년 7월 27일 법조윤리협의회 출범.[6] 이재상 제1대 위원장 취임
- 2009년 7월 27일 유효봉 제2대 위원장 취임
- 2011년 5월 17일 변호사법 개정 (법률 제10627호) (심사대상추가:법무법인 등 취업 퇴직공무원 활동내역 심사)
- 2011년 7월 27일 권광중 제3대 위원장 취임
- 2013년 7월 29일 이홍훈 제4대 위원장 취임[7]

## 주요 업무
- 법조윤리의 확립을 위한 법령·제도 및 정책에 관한 협의
- 법조윤리 실태의 분석과 법조윤리 위반행위에 대한 대책
- 법조윤리와 관련된 법령을 위반한 자에 대한 징계개시(懲戒開始)의 신청 또는 수사 의뢰
- 그 밖에 법조윤리의 확립을 위하여 필요한 사항에 대한 협의

## 구성
다음 각 호의 어느 하나에 해당하는 자 중에서 법원행정처장, 법무부 장관 및 대한변호사협회의 장이 각 3명씩 지명하거나 위촉하는 9명의 위원으로 구성한다. 이 경우 법원행정처장, 법무부 장관 및 대한변호사협회의 장은 제4호나 제5호에 해당하는 자를 1명 이상 위원으로 위촉하여야 한다.
1. 경력 10년 이상의 판사
2. 경력 10년 이상의 검사
3. 경력 10년 이상의 변호사
4. 법학 교수 또는 부교수
5. 경험과 덕망이 있는 자

## 조직

### 법조윤리위원회 위원장
- 제1심사소위원회
- 제2심사소위원회
- 제3심사소위원회
- 간사회의
- 특별기구

## 사건·사고 및 논란

### 기이한 예산 부담구조 지적
2013년 12월 10일 새누리당 정갑윤 의원(울산 중구)은 국회 법제사법위원회 2014년도 대법원 예산안 전체회의에 참석해 공직퇴임변호사의 '전관예우'를 관리·감독하는 법조윤리협의회 예산을 대법원·법무부·대한변호사협회가 각각 3분의 1씩 나눠 부담하는 기이한 구조로 인해 대법원이 변호사 징계결정이나 사건내용을 제대로 보고받지 못하는 현실을 지적했다. 아울러 변호사법에서 정부가 법조윤리협의회에 보조금을 지급토록 명시돼 있어 사실상 법원은 보조금 지급주체가 될 수 없음을 설명하면서 이에 대한 논의가 필요함을 강조했다.
이에 대해 차한성 법원행정처장은 "법조윤리협의회에 보조금을 지급하는 주체가 정부로 명시된 만큼 검토를 통해 보조금 지급을 명확하게 할 필요가 있다"고 밝혔다.

## 같이 보기
- 법학전문대학원협의회
- 법률신문
- 대전 법조 비리 사건
- 의정부 법조 비리 사건